# Jeju Air
Jeju Air (kor. 제주항공) – południowokoreańska linia lotnicza z siedzibą w Czedżu. Należy do sojuszu tanich linii lotniczych Value Alliance.
Od agencji ratingowej Skytrax linia otrzymała trzy gwiazdki.

## Flota
Według stanu na sierpień 2025 flota Jeju Air składała się z 44 samolotów, w tym 2 przeznaczonych do transportu cargo, o średnim wieku 14,1 lat:

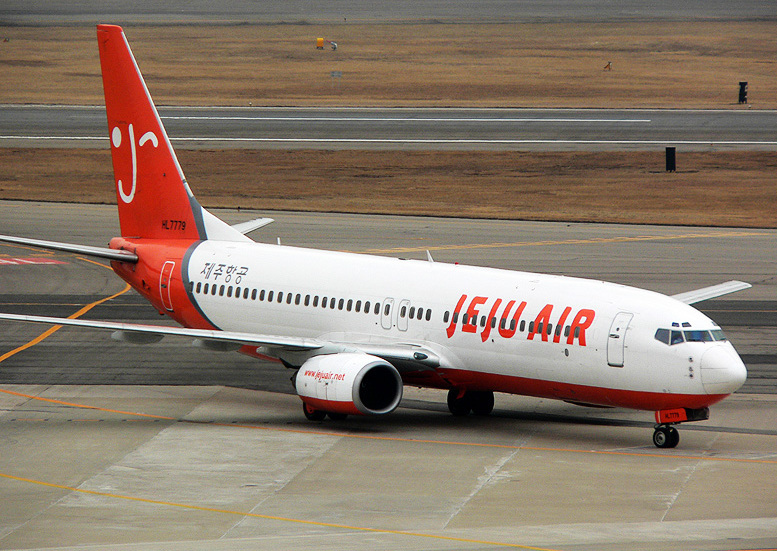
Boeing 737-800

| Samolot          | Samolot | Samolot   | Liczba miejsc      | Liczba miejsc      | Liczba miejsc      | Uwagi |
| Model            | Aktywne | Zamówione | B                  | E                  | Łącznie            | Uwagi |
| ---------------- | ------- | --------- | ------------------ | ------------------ | ------------------ | ----- |
| Boeing 737-800   | 36      | –         | 12                 | 162                | 174                |       |
| Boeing 737-800   | 36      | –         | –                  | 189                | 189                |       |
| Boeing 737-800   | 2       | –         | konfiguracja cargo | konfiguracja cargo | konfiguracja cargo |       |
| Boeing 737 MAX 8 | 6       | –         | 12                 | 162                | 174                |       |
| Boeing 737 MAX 8 | 6       | –         | –                  | 189                | 189                |       |
| Łącznie          | 44      | 0         |                    |                    |                    |       |

## Wypadki
- 29 grudnia 2024 – Lot Jeju Air 2216 w samolocie Boeing 737-8AS nie wysunęło się podwozie, przez co piloci zmuszeni byli do lądowania bez niego. Samolot nie zdołał wyhamować, wypadł poza pas startowy i z wysoką prędkością uderzył w betonowy mur co spowodowało wybuch. Zginęło 179 osób - wszyscy pasażerowie oraz 4 z 6 członków załogi[3].